# Јакоб при Шентјурју
Јакоб при Шентјурју (словен. Jakob pri Šentjurju) је насељено место у општини Шентјур, Савињска регија, Словенија.

## Историја
До територијалне реорганизације у Словенији био је у саставу старе општине Шентјур при Цељу.

## Становништво
У попису становништва из 2011. године, Јакоб при Шентјурју је имао 138 становника.
| Број становника према пописима | Број становника према пописима | Број становника према пописима |
| ------------------------------ | ------------------------------ | ------------------------------ |
| 1991                           | 2002                           | 2011                           |
| 139                            | 142                            | 138                            |

Напомена: До 1955. исказивано под именом Свети Јакоб.